# Oh! Europa
Oh! Europa fou una sèrie còmica de TV3 de 1993, dirigida per Eduard Cortés i Joan Lluís Bozzo i a càrrec de la companyia Dagoll Dagom. Va constar de 13 capítols, de 25 minuts de durada cadascun. En cada capítol els personatges visitaven un país comunitari i els integrants del grup de viatjants adquirien protagonisme segons el lloc.

## Trama
Dotze afortunats provinents de diversos indrets de Catalunya i València guanyen un sorteig d'una entitat bancària, el premi del qual és un viatge en autocar recorrent els dotze països de la Unió Europea. Les seves aventures i vicissituds, junt amb les de la guia i el xofer, són les protagonistes de la sèrie, que a cada capítol visita un país diferent.
La presentació de la història parteix sempre de la reunió posterior al viatge, des d'un flash back dels mateixos personatges, que s'han reunit a casa d'un d'ells per recordar tots els fets amb ajuda de vídeos i fotos.

## Llistat de capítols
- Capítol 1 - Sortida
- Capítol 2 - París
- Capítol 3 - Londres
- Capítol 4 - Irlanda
- Capítol 5 - Bèlgica
- Capítol 6 - Luxemburg
- Capítol 7 - Països Baixos
- Capítol 8 - Dinamarca
- Capítol 9 - Alemanya
- Capítol 10 - Grècia
- Capítol 11 - Itàlia
- Capítol 12 - Portugal
- Capítol 13 - Espanya

## Personatges
- Josep Maria Deulofeu (Pep Cruz)
- Josep Maria Deulofeu i Soriano «Josep Maria Jr.» (Marçal Cruz)
- Pepa Torres (Àngela Castilla)
- Empar Sanchis «Ampariues» (Maria Josep Peris)
- Ventura (Genís Hernàndez)
- Sra. Emília (Montserrat Carulla)
- Hèctor (Eugeni Soler)
- Óscar (Paco Alonso)
- Sr. Miquel Capdevila (Xavier Massé)
- Meritxell (Victòria Pagès)
- Trinidad Soriano Becerril «Trini» (Montse Pérez)
- Robert Calabuig (Marc Cartes)
- Josefina Martínez «Fina» (Rosa Gàmiz)
- Enric Cassanyes (Joan Lluís Bozzo)
- Laia Espinosa (Anna Rosa Cisquella)